# 奥伯旺
奥伯旺是奥地利上奥地利州弗克拉布鲁克县的一个市镇。总面积39平方公里，总人口1593人，人口密度40.8人/平方公里（2005年）。